# Guido Laj
Guido Laj (Messina, 16 aprile 1880 – Roma, 5 novembre 1948) è stato un giornalista, politico e massone italiano.
Fu gran maestro del Grande Oriente d'Italia dal 1945 al 1948.

## Biografia
Nato in Sicilia, visse gran parte della sua vita a Roma. Giornalista e dottore in giurisprudenza, divenne inizialmente segretario presso il Ministero della Pubblica Istruzione, arrivando in seguito al Consiglio di Stato.
Aderì al Partito Socialista Riformista Italiano già dalla nascita del partito (1912), dedicandosi principalmente al mondo dell'associazionismo di stampo massonico. Fu iniziato massone il 20 marzo 1906, nella loggia romana "Rienzi"; il 20 febbraio 1907 fu elevato al grado di "compagno", divenendo poi "maestro venerabile" l'11 aprile 1916.
Prese parte come volontario alla prima guerra mondiale, venendo in seguito decorato al valor militare. Tra il 1920 ed il 1922 fu assessore comunale a Roma (servizi tecnologici). Dopo il 1922 scrisse su Il Mondo, quotidiano politico fondato da Giovanni Amendola, dalle cui pagine svolse una costante attività di opposizione nei confronti dell'amministrazione comunale romana, ormai orientata su posizioni filo-fasciste. Laj fu tra i funzionari pubblici che rifiutarono la tessera del Partito Nazionale Fascista. Nel novembre del 1924 aderì all'Unione Nazionale di Amendola.
Dopo la liberazione dal regime, fu prosindaco di Roma dal giugno 1944 al dicembre 1946.
Tra il 1943 ed il 1945 resse il comitato di maestranza del Grande Oriente d'Italia, insieme con Umberto Cipollone e Gaetano Varcasia. Il 18 settembre 1945 fu eletto gran maestro, e rimase in carica fino al giorno della sua morte.